# Солов'ї (Ковельський район)
Солов'ї́ — село в Україні, у Сереховичівській сільській громаді Ковельського району, Волинської області. Населення становить 337 осіб.

## Географія
Селом протікає річка Турія.

## Історія
У 1906 році село Велимецької волості Ковельського повіту Волинської губернії. Відстань від повітового міста 25 верст, від волості 10. Дворів 126, мешканців 726.
До 12 липня 2017 року село було центром Солов'ївської сільської ради.

## Населення
Згідно з переписом УРСР 1989 року чисельність наявного населення села становила 499 осіб, з яких 239 чоловіків та 260 жінок.
За переписом населення України 2001 року в селі мешкали 423 особи. 100 % населення вказало своєю рідною мовою українську мову.